# Othresypna admiratio
Othresypna admiratio là một loài bướm đêm trong họ Noctuidae.